# Rolf Laven

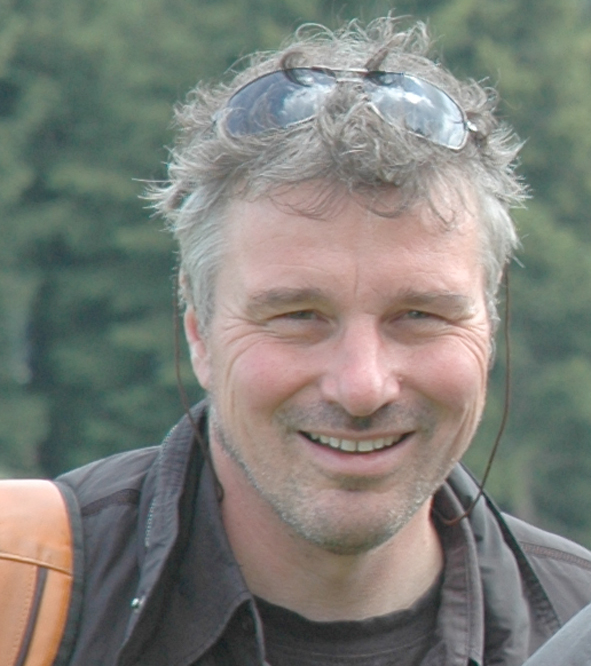
Rolf Laven (2016)

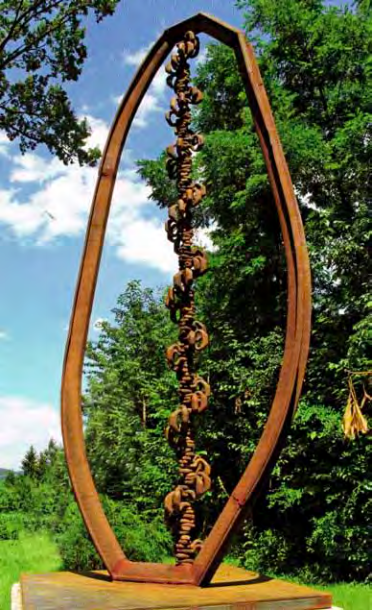
Mandorla BARBARa, 2016, Stahlsymposium Artmining 1, Voitsberg

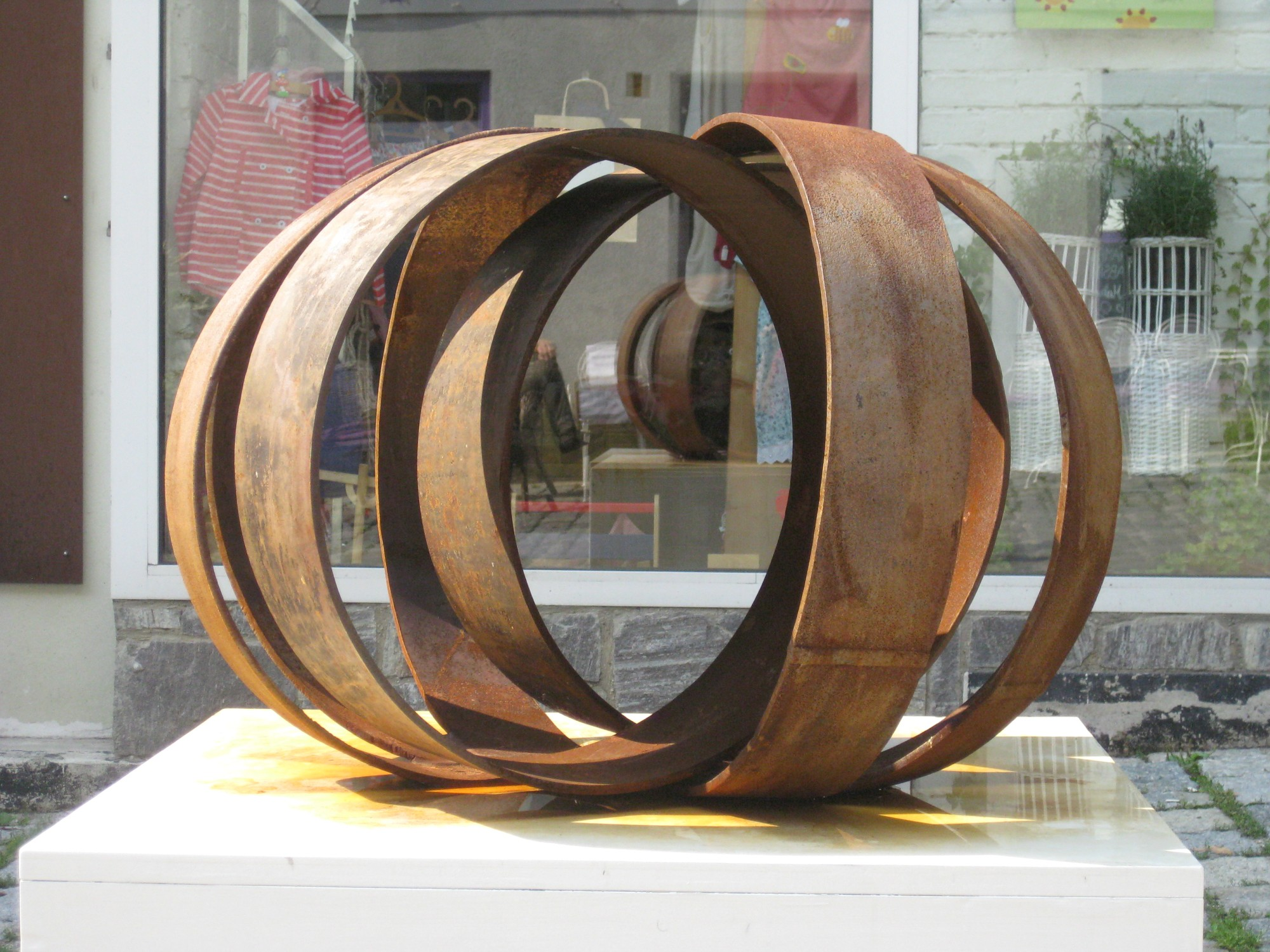
Eisenplastik Per Aspera ad Astra (2011)

Rolf Laven (* 1966 in Jülich) ist ein deutsch-österreichischer Bildhauer, Kunstpädagoge und Hochschullehrer.

## Leben
Laven studierte ab 1989 Bildhauerei/Plastische Vormgeving bei Han van Wetering an der Academie van beeldende Kunsten (Akademie der Bildenden Künste) Maastricht. Ab 1990 setzte er seine Studien an der Akademie der bildenden Künste Wien bei Michelangelo Pistoletto, Bruno Gironcoli, Herwig Zens und Edelbert Köb fort und absolvierte ein Gastsemester bei Franz Graf. Ebenfalls 1990 arbeitete er unter Andreas von Weizsäcker mit Papierskulpturen an der Sommerakademie Salzburg. Sein Magisterstudium schloss er 1994 am Institut für Bildnerische Erziehung und Kunstwissenschaften der Akademie der bildenden Künste Wien bei Herwig Zens ab. In seiner Diplomarbeit befasste er sich mit dem Thema Der Wiener Kinetismus und sein Einfluss auf die Pädagogik. Ein weiteres Magisterstudium im Fach Bildhauerei beendete er 1998 ebenfalls an der Akademie der bildenden Künste bei Michelangelo Pistoletto. 2004 wurde er an der Akademie der bildenden Künste promoviert. Sein Doktoratsstudium an der Akademie der bildenden Künste beendete er mit der Auszeichnung summa cum laude. Seine Dissertation trug den Titel Franz Cizek – Rezeption und Relevanz der Wiener Jugendkunstklasse im internationalen Kontext – Keine Wunderkinder oder der innere Drang der Notwendigkeit. Die Veröffentlichung erfolgte in der Wissenschaftsreihe der Akademie der bildenden Künste Wien unter dem Titel Franz Cizek und die Wiener Jugendkunst.
Laven lehrt als Professor für Kunstdidaktik am Institut Sekundarstufe Allgemeinbildung der Pädagogischen Hochschule Wien sowie im Rahmen einer Kooperationslehrtätigkeiten an der Akademie der bildenden Künste Wien, an der Universität für angewandte Kunst Wien sowie von 2011 bis 2018 an der Universität Wien. An der Volkshochschule Meidling leitet und unterrichtet er im Rahmen der Berufsreifeprüfung den Fachbereichslehrgang „Kunst und Design“.
Er ist Bundesvorsitzender des Berufsverbandes Österreichischer Kunst- und WerkerzieherInnen (BÖKWE) sowie Mitglied in der Bundesarbeitsgemeinschaft Bildnerische Erziehung, der Österreichischen Gesellschaft für Forschung und Entwicklung im Bildungswesen, der IG Bildende Kunst, der IG Bildrecht, des ICOM Österreich und seit 2023 World Councillor für Europa bei der International Society for Education through Art (InSEA)

## Künstlerische Arbeit und Projekte
Als freier Kurator und wissenschaftlicher Mitarbeiter betreute Laven den Čižek-Nachlass im Wien Museum. Ab 1992 realisierte er Projekte und beteiligte sich an Symposien und Ausstellungen, unter anderem in der Freiluftgalerie Laa an der Thaya, im KO_OP Salon 69, in der Galerie Eisenwaren Kamp, im Basement Wien und im Kunstraum Wolshof. Laven leitet und initiiert diverse künstlerische sowie wissenschaftliche Projekte im öffentlichen Raum in Österreich. Zwei seiner aktuellen Projekte sind die Umgestaltung der noch befahrenen Straße Spalowskygasse vor einer Wiener Schule zu einer künstlerischen Grätzeloase sowie die Umsetzung eines Skulpturenwegs in Braunau am Inn.
Laven ist Gildenmeister der Innviertler Künstlergilde. Im Jahr 2023 waren seine Werke unter anderem beim Eisenbahnmuseum Strasshof sowie beim Stahlbildhauersymposium in Braunau zu sehen.
Ein weiterer Schwerpunkt Lavens liegt in künstlerisch-wissenschaftlichen Projekten mit Lernenden der Primar- und Sekundarstufe sowie im tertiären Bildungsbereich. Zuletzt wirkte Laven beim internationalen Forschungsprojekt Science&Art@School Cultural Collisions an der Technischen Universität Wien.

## Publikationen (Auswahl)
- Franz Čižek und die Wiener Jugendkunst. Schlebrügge, Wien 2006, ISBN 3-85160-077-0.
- mit Wolfgang Kos, Bernhard Leitner, Barbara Lesak, Ulrike Matzer, Ursula Storch et al.: Kinetismus. Wien entdeckt die Avantgarde. Ausstellungskatalog. Hatje Cantz, Ostfildern 2006, ISBN 3-7757-1797-8.

- mit Ernst Hochrainer, Hans Krameritsch, Bernard Bernatzik, Gerrit Höfferer: ICONS 2. Kunst und visuelle Kultur. Hölder-Pichler-Tempsky, ISBN 978-3-230-04268-2.

- mit Eva Kolm, Johanna Schneider, Helga Schwaiger: Ich sehe was, was du nicht siehst...Ein Pilotprojekt von mumok und Secession. Schleebrügge, 2007, ISBN 978-3-85160-100-8.

## Auszeichnungen
- 2024: Edwin-Ziegfeld-Award der United States Society for Education through Art (USSEA)[25]